# 福井商工会議所

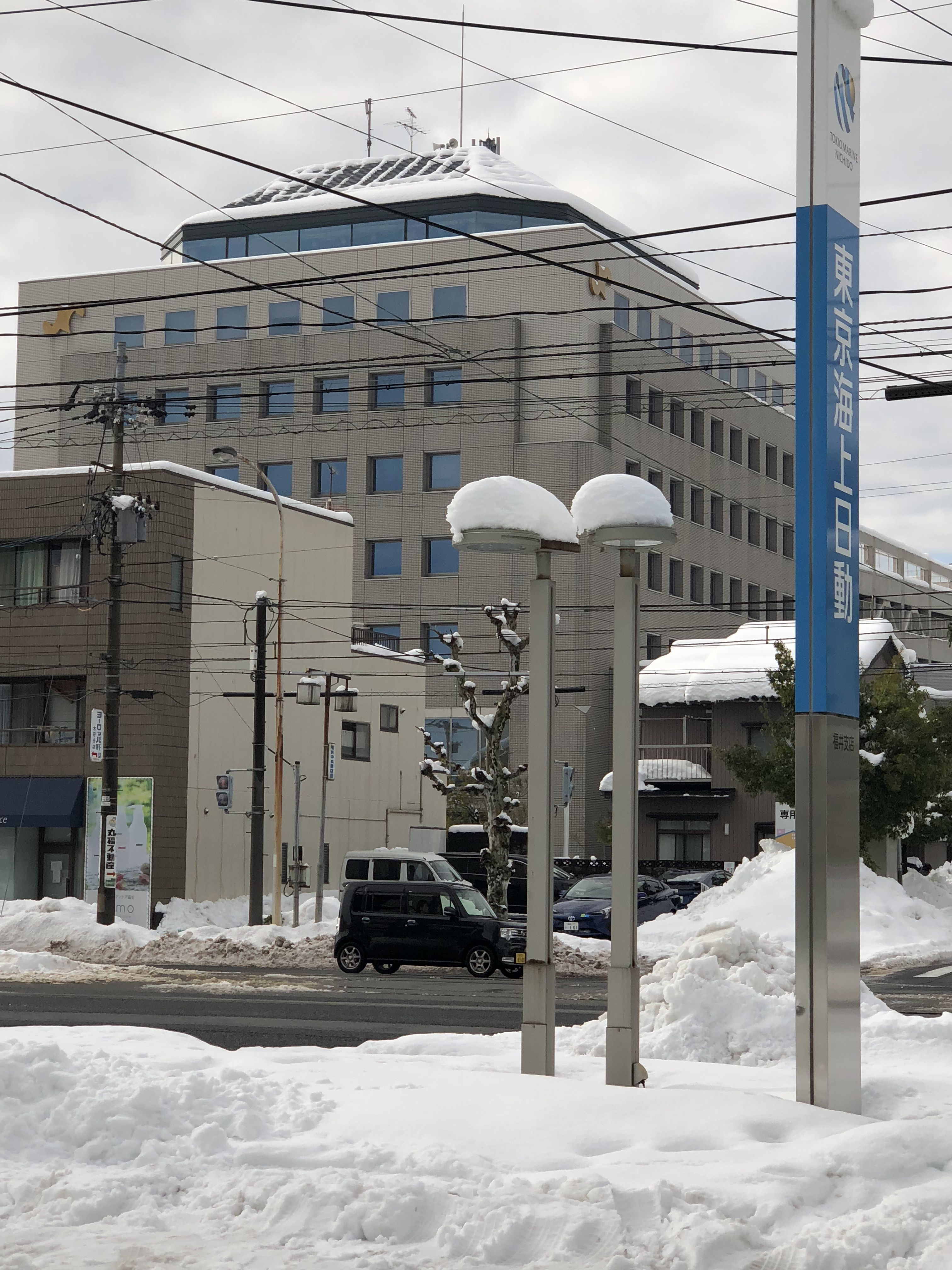
福井商工会議所

福井商工会議所（ふくいしょうこうかいぎしょ）は、福井県福井市の商工会議所。

## 事業所所在地
- 福井県福井市西木田2丁目8-1北緯36度3分18.5秒 東経136度12分49.7秒

## テレビ番組
- 日経スペシャル ガイアの夜明け クレームに立ち向かえ！～苦情処理の企業戦略（2007年11月13日、テレビ東京）[1]。- 福井商工会議所が始めた「苦情・クレーム博覧会」というホームページを取材。